# Tuerta platensis
Tuerta platensis là một loài bướm đêm trong họ Noctuidae.